# Nepenthes klossii
Nepenthes klossii är en tvåhjärtbladig växtart som beskrevs av Henry Nicholas Ridley. Nepenthes klossii ingår i släktet Nepenthes och familjen Nepenthaceae. Inga underarter finns listade i Catalogue of Life.

## Bildgalleri

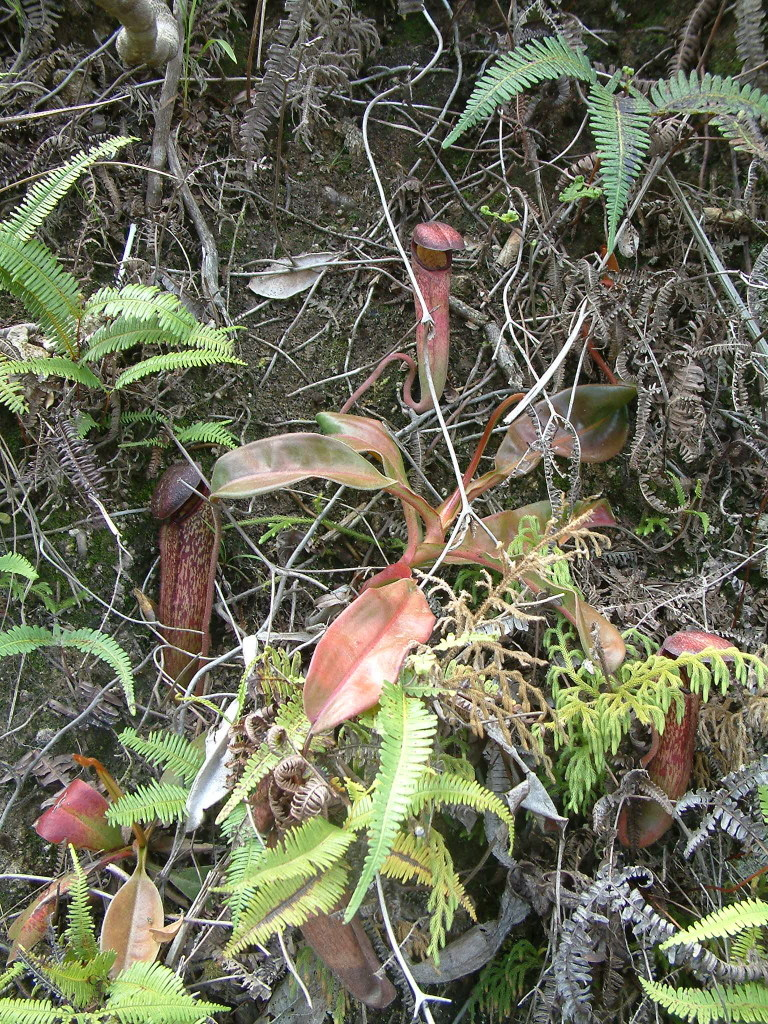
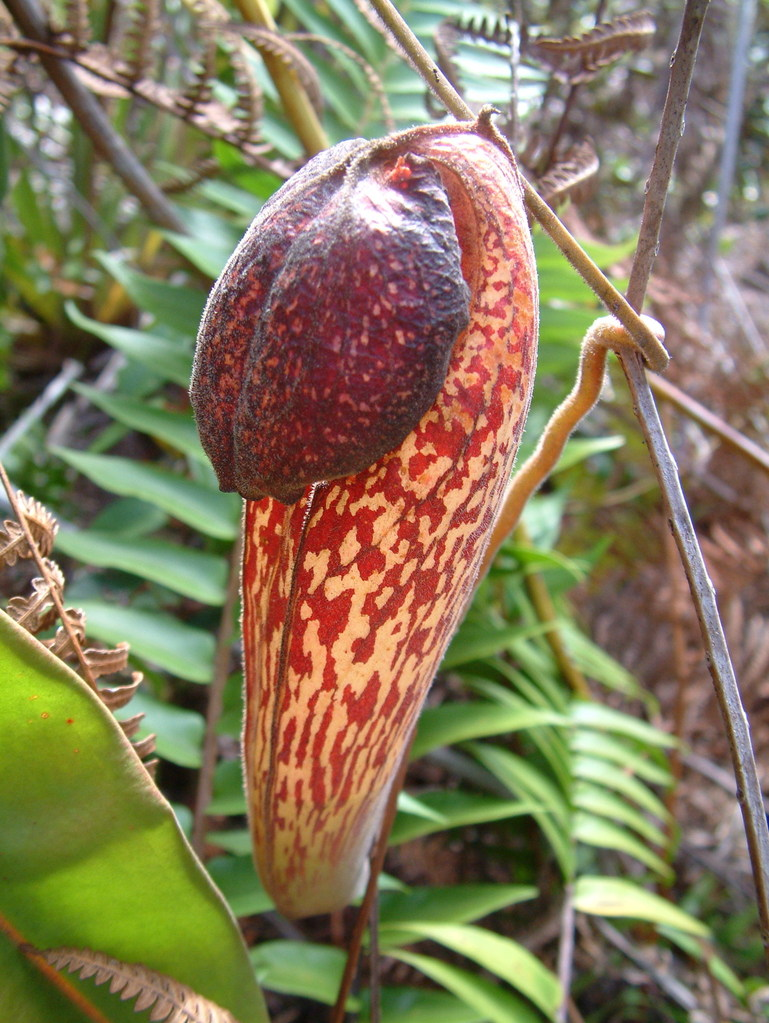
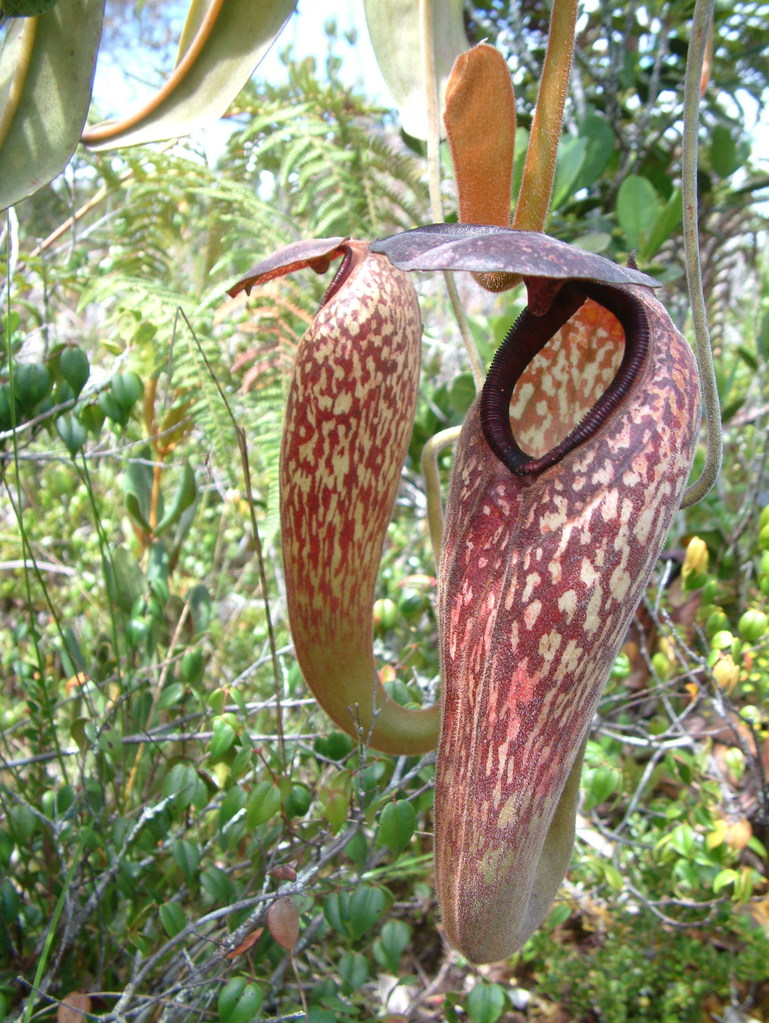
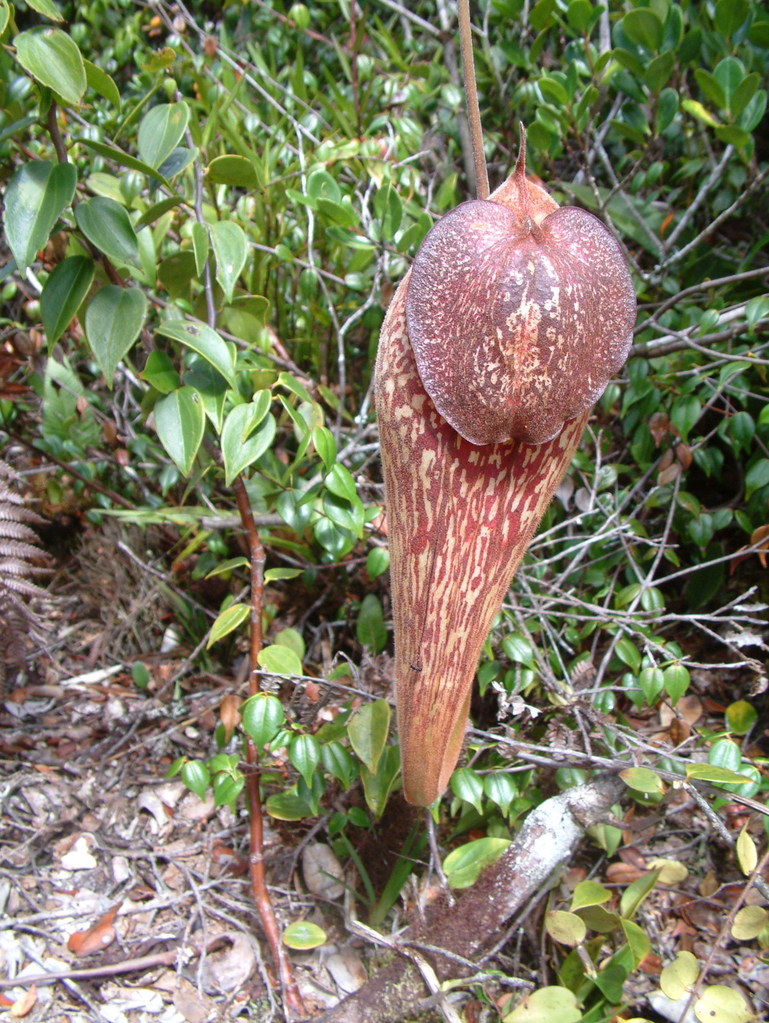
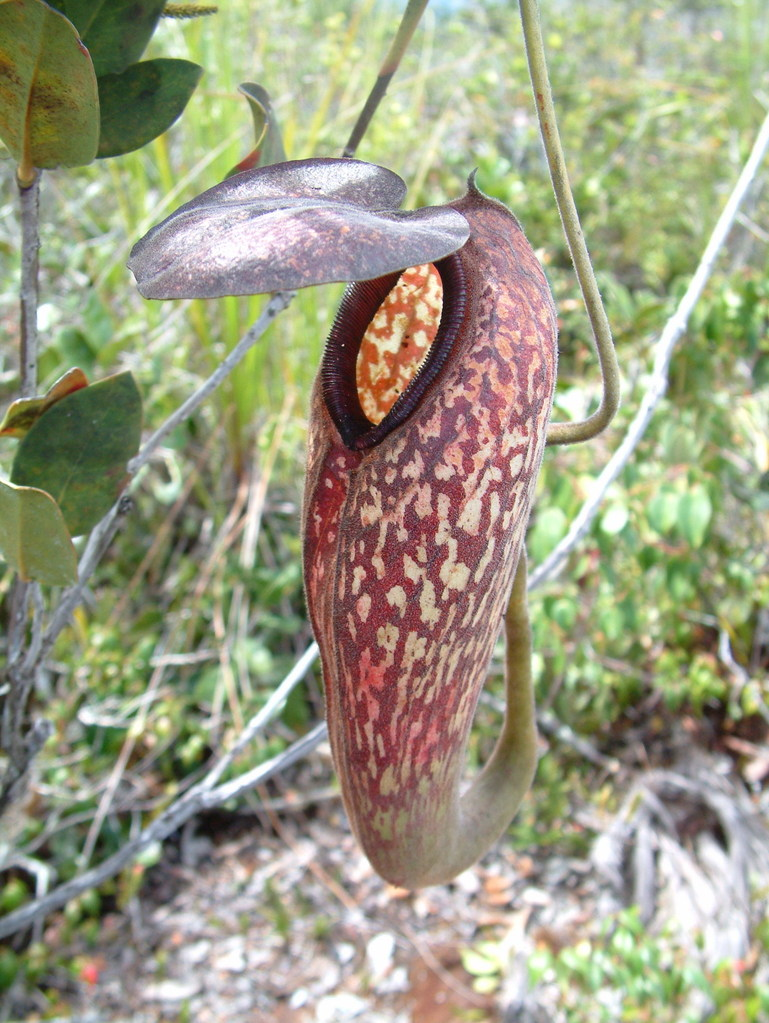
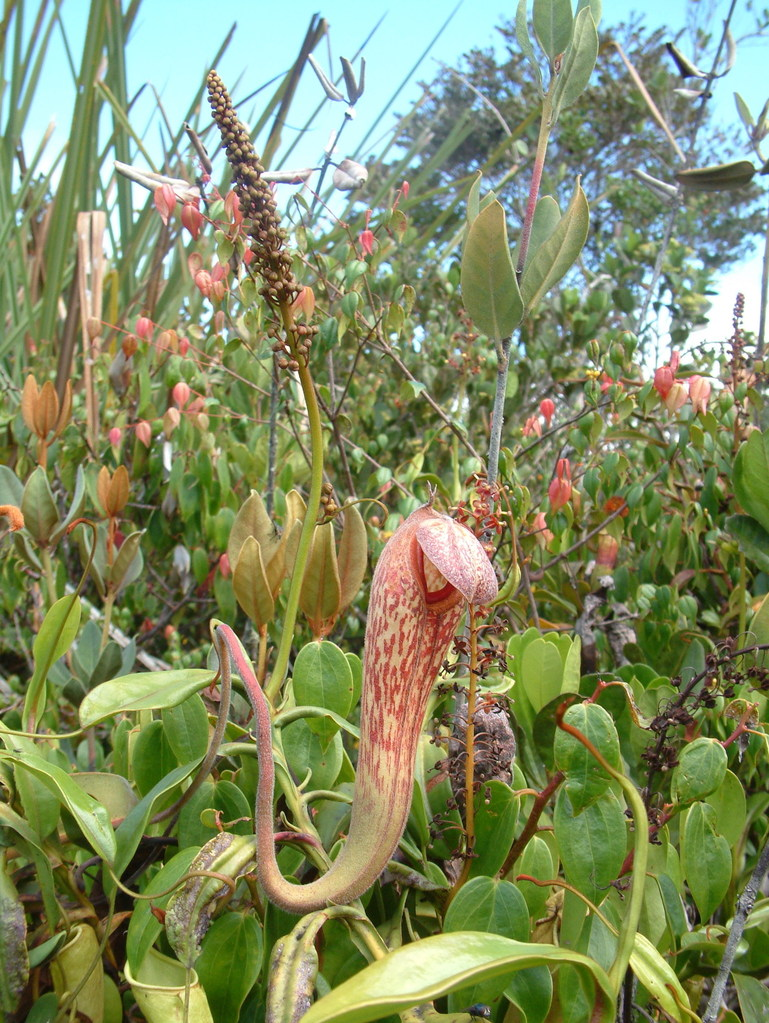